# Santi Bonifacio e Alessio-templom
A San Bonifacio e Paolo vagy rövidítve SS. Bonifacio de Paolo egy háromhajós kolostortemplom Rómában az Aventinuson. A Piazza di San't Alession áll. 
Alapítását az ókeresztény időkre datálják. Utoljára 1750-ben került sor átépítésre. Ekkor barokk formát öltött. 
A templomhoz tartozó kolostor leghíresebb lakója II. Szilveszter pápa volt, szerzetes korában még Gerbertként jegyezték fel nevét. Ő küldte a koronát Szent István királynak. 
A kolostorban az Ókori Római Intézet működik. 

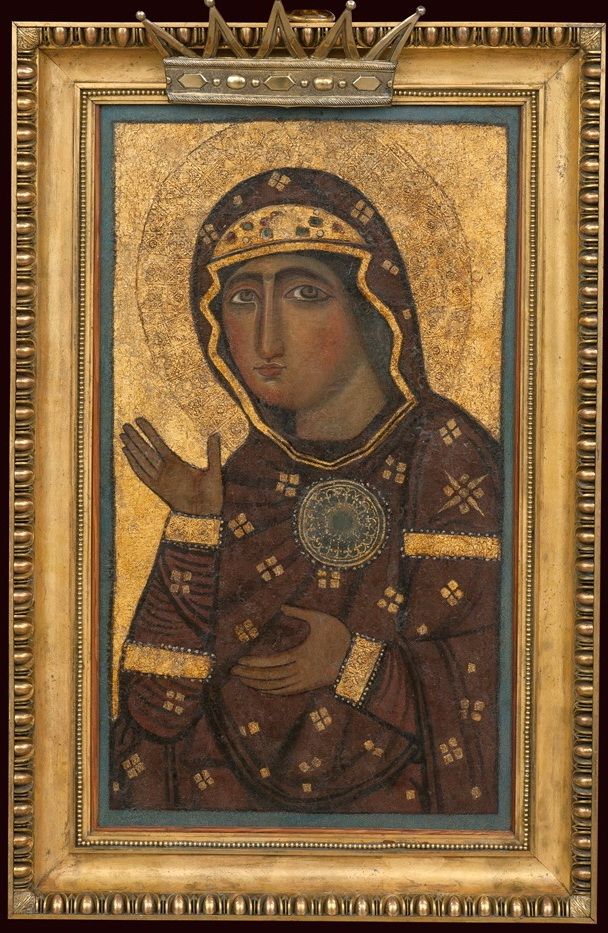
(Madonna di Sant’ Alessio, Madonna dell' Intercessione)

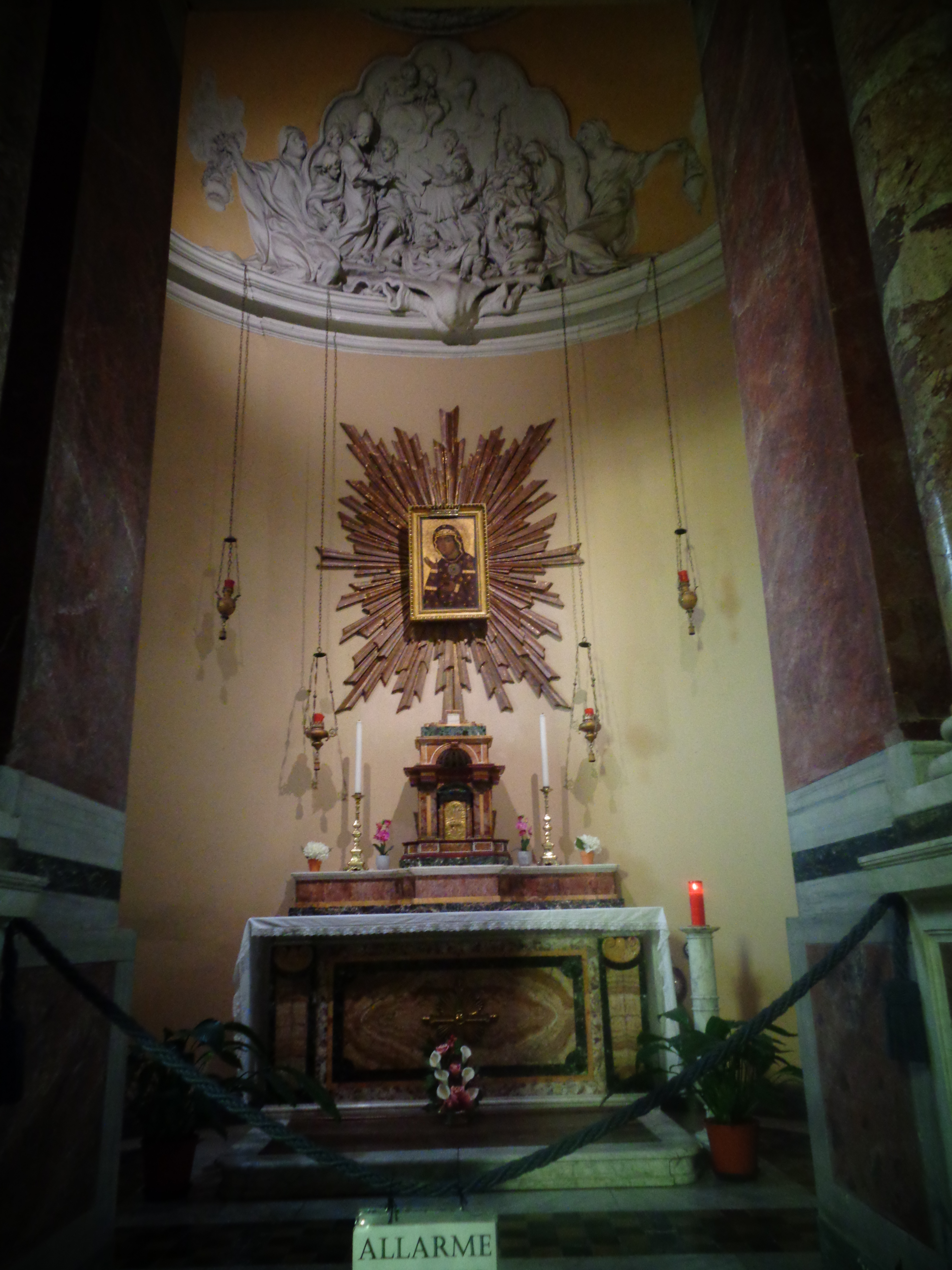
Madonna di Sant'Alessio